# Cenans
Cenans ist eine Gemeinde im französischen Département Haute-Saône in der Region Bourgogne-Franche-Comté.

## Geographie
Cenans liegt auf einer Höhe von 240 m über dem Meeresspiegel, sechs Kilometer südwestlich von Montbozon und etwa 21 Kilometer südlich der Stadt Vesoul (Luftlinie). Das Dorf erstreckt sich in der Talebene des Ognon, am Südostrand der Waldungen der Grands Bois.
Die Fläche des 5,02 km² großen Gemeindegebiets umfasst einen Abschnitt des mittleren Ognon-Tals. Der südliche Teil des Gebietes wird von der Alluvialebene des Ognon eingenommen (durchschnittlich auf 230 m), der hier in einem nach Norden ausgreifenden Bogen durch eine ungefähr ein Kilometer breite Niederung fließt. Auch Teile südlich des heutigen Flusslaufs gehören zu Cenans. Nach Norden steigt das Gelände zu einem Plateau an, das durchschnittlich auf 260 m liegt. Diese Hochfläche besteht aus Kalkschichten der oberen Jurazeit und ist teils mit Acker- und Wiesland, teils mit Wald bedeckt. Im Osten wird sie durch die Talniederung der unteren Linotte begrenzt. Auf den Anhöhen der Grands Bois wird mit 293 m die höchste Erhebung von Cenans erreicht.
Zu Cenans gehört der Weiler und Kirchort Guiseuil (235 m), der in einem Bogen der Linotte kurz vor ihrer Mündung in den Ognon liegt. Nachbargemeinden von Cenans sind Loulans-Verchamp im Norden und Osten, Germondans im Süden sowie Beaumotte-Aubertans im Westen.

## Geschichte
Im Mittelalter gehörte Cenans zur Freigrafschaft Burgund und darin zum Gebiet des Bailliage d’Amont. Zusammen mit der Franche-Comté gelangte das Dorf mit dem Frieden von Nimwegen 1678 definitiv an Frankreich. Seit 2000 ist Cenans Mitglied des 21 Ortschaften umfassenden Gemeindeverbandes Communauté de communes du Pays de Montbozon.

## Sehenswürdigkeiten
Im Weiler Guiseuil steht die Kirche, die im 18. Jahrhundert neu errichtet wurde und fünf umliegenden Ortschaften als Pfarrkirche dient. Sie besitzt reiches Mobiliar aus dem 18. Jahrhundert und die Statue Vierge de Pitié (16. Jahrhundert).

## Bevölkerung
| Jahr                       | 1962 | 1968 | 1975 | 1982 | 1990 | 1999 |
| Einwohner                  | 119  | 117  | 117  | 114  | 105  | 111  |
| Quellen: Cassini und INSEE |      |      |      |      |      |      |

Mit 141 Einwohnern (2004) gehört Cenans zu den kleinsten Gemeinden des Département Haute-Saône. Nachdem die Einwohnerzahl in der ersten Hälfte des 20. Jahrhunderts deutlich abgenommen hatte (1886 wurden noch 212 Personen gezählt), wurden lange Zeit nur geringe Schwankungen verzeichnet. Erst in den letzten Jahren kam es wieder zu einem Bevölkerungswachstum.

## Wirtschaft und Infrastruktur
Cenans war bis weit ins 20. Jahrhundert hinein ein vorwiegend durch die Landwirtschaft (Ackerbau, Obstbau und Viehzucht) und die Forstwirtschaft geprägtes Dorf. Außerhalb des primären Sektors gibt es nur wenige Arbeitsplätze im Dorf. Mittlerweile hat sich der Ort auch zu einer Wohngemeinde gewandelt. Viele Erwerbstätige sind deshalb Wegpendler, die in den größeren Ortschaften der Umgebung ihrer Arbeit nachgehen.
Die Ortschaft liegt abseits der größeren Durchgangsachsen an einer Departementsstraße, die von Loulans-Verchamps nach Cirey führt. Eine weitere Straßenverbindung besteht mit Avilley.